# Куин-Анс
Округ Куин-Анс (англ. Queen Anne's County) — округ на Восточном берегу штата Мэриленд. Связан с континентальной частью штата мостом через Чесапикский залив. Административный центр округа (county seat) — городок Сентервилл. Округ Куин-Анс граничит с Делавэром на востоке, округом Каролайн на юго-востоке, округом Толбот на юге, округом Кент на севере и Чесапикским заливом на западе. В 2000, в округе проживало 40 563 человека. Округ назван в честь королевы Анны.